# Periclimenaeus karantina
Periclimenaeus karantina — вид креветок родини креветових (Palaemonidae). Описаний у 2021 році.

## Назва
Видова назва karantina походить від слова карантин та стосується способу життя виду в середині асцидій. Крім того, вид був відкритий під час пандемії коронавірусу COVID-19, коли застосовувалися жорсткі карантинні обмеження по всьому світі.

## Поширення
Вид поширений у морських водах навколо острова Чеджудо (Південна Корея). Типові зразки цих креветок були знайдені в загальній клоакальній системі колоніальної асцидії Leptoclinides sp. (з родини Didemnidae).